# Hélder Lopes
Hélder Filipe Oliveira Lopes (Vila Nova de Gaia, Oporto, 4 de enero de 1989) es un futbolista portugués qué juega para como defensa en el Hapoel Be'er Sheva de la Liga Premier de Israel.

## Trayectoria
Después de jugar en varios clubes portugueses alcanzó la Primera División de Portugal con el Beira Mar en 2012. Al año siguiente fichó por el F. C. Paços de Ferreira donde juega por tres temporadas seguidas. 
Para la temporada 2016-17 fichó con la U. D. Las Palmas de la Primera División de España. Sin mucha participación al final de la temporada rescindió el contrato marcha a la Superliga de Grecia, incorporándose al AEK Atenas. Allí estuvo cuatro años hasta su marcha a Israel para jugar en el Hapoel Be'er Sheva.

## Clubes
| Club                    | País     | Año       |
| ----------------------- | -------- | --------- |
| S. C. Mirandela         | Portugal | 2008-2009 |
| S. C. Oliveira Douro    | Portugal | 2009-2010 |
| S. C. Espinho           | Portugal | 2010-2011 |
| C. D. Tondela           | Portugal | 2011-2012 |
| S. C. Beira Mar         | Portugal | 2012-2013 |
| F. C. Paços de Ferreira | Portugal | 2013-2016 |
| U. D. Las Palmas        | España   | 2016-2017 |
| AEK Atenas              | Grecia   | 2017-2021 |
| Hapoel Be'er Sheva      | Israel   | 2021-     |

## Palmarés

### Campeonatos nacionales
| Título              | Club               | País   | Año  |
| ------------------- | ------------------ | ------ | ---- |
| Superliga de Grecia | AEK Atenas         | Grecia | 2018 |
| Copa de Israel      | Hapoel Be'er Sheva | Israel | 2022 |
| Supercopa de Israel | Hapoel Be'er Sheva | Israel | 2022 |
| Copa de Israel      | Hapoel Be'er Sheva | Israel | 2025 |
| Supercopa de Israel | Hapoel Be'er Sheva | Israel | 2025 |